# شیسمبا، آنگولا

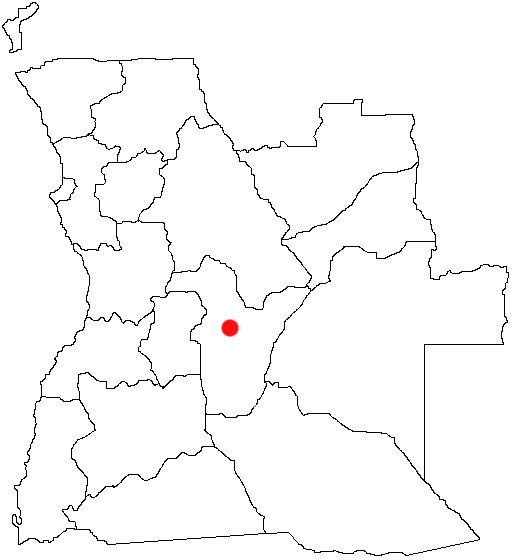
نمایی از نقشهٔ موقعیت شهر شیسمبا در استان بیه، آنگولا - ۲۰۰۶

شیسمبا (به انگلیسی: Chissamba) شهری در استان بیه واقع در کشور آنگولا است که در سال ۲۰۰۹ میلادی نفر جمعیت داشته است.